# Bolo Chongyang

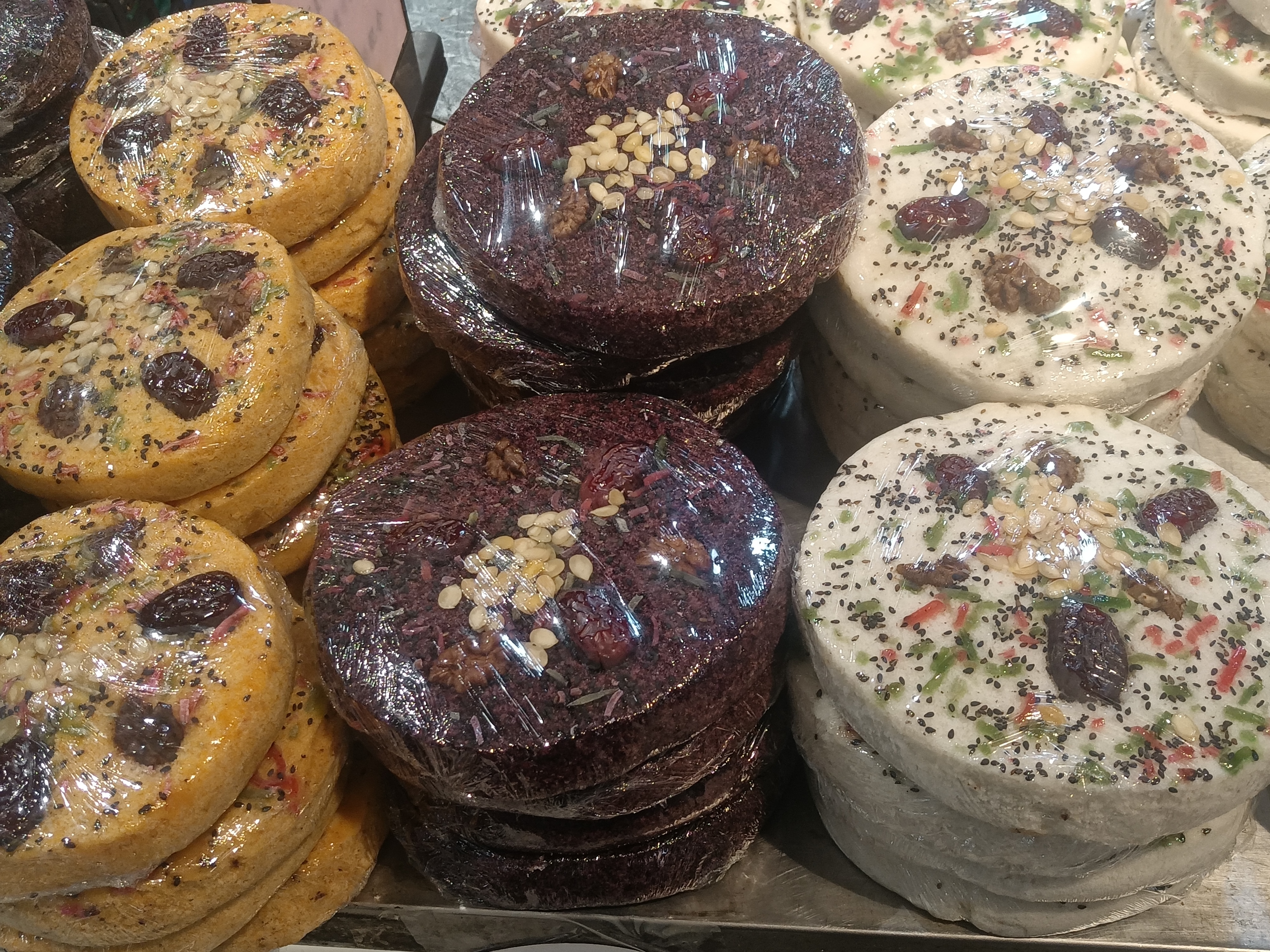

Bolo chongyang (em chinês, 重阳糕) é um tipo de bolo tradicional chinês, comido durante o Festival Chongyang, feriado celebrado no nono dia do nono mês do calendário chinês. O bolo é cozido no vapor e assado. Ele é feito primariamente de farinha de arroz, água e açúcar; essa massa é cozida e então o bolo é recheado e decorado com frutas secas, jujuba, castanhas e amêndoas. Como a palavra em chinês para “bolo” (糕) tem uma pronúncia similar à de “elevação” (高), o alimento é considerado auspicioso.

## História
O bolo Chongyang começou a se tornar popular durante o período da dinastia Tang. Na dinastia Song, os bolos se tornaram muito comuns em Bianjing (agora conhecida como Kaifeng), em Linan (agora Zhejiang), Hangzhou e outras grandes cidades do país. Até os dias atuais, o doce se mantém bastante comum em toda a China, especialmente nas comemorações do festival Chongyang, que cede seu nome à receita. A comida é bastante simbólica, e representa a apreciação pelas memórias de amigos e de familiares que já faleceram, e também aos idosos; ao mesmo tempo, também é um lembrete às pessoas para que essas valorizem a importância dos relacionamentos de amizade e familiares.

## Preparação
A massa é preparada misturando a farinha de arroz com água, e ocasionalmente açúcar. Uma camada de massa é colocada em um tabuleiro, o recheio (amêndoas, castanhas, frutas secas ou jujubas) é adicionado e então coberto com mais uma camada de massa. Esse processo deve ser repetido mais algumas vezes, criando um bolo de diversas camadas, que podem ser retas ou formarem uma espécie de pirâmide. A versão tradicional do bolo tem nove camadas.
Depois de ser montado, ele deve ser cozido ou assado e então servido.

## Lendas
A primeira versão da história para as origens do bolo diz que antes de Liu Yu se tornar o Imperador, ele frequentava o festival de Chongyang na cidade de Pengcheng. Quando ele se tornou imperador, criou uma lei que celebrava as tropas do exército no nono dia do nono mês lunar de cada ano. Bolos eram dados de presente para os soldados.
Outra versão diz que Kang Hai, da dinastia Ming, ia ao exame Imperial durante o mês de agosto; no entanto, ele ficou doente na volta e acabou preso em Chang’an até melhorar. Um mensageiro foi à sua casa para comunicar, mas não o encontrou, e desejando uma recompensa por seu esforço e sua notícia, ficou esperando-o. Quando Kang Hai retornou, era o nono dia do nono mês, e então ele presenteou o mensageiro com algum dinheiro e bolos. Como a comida foi usada para celebrar seu sucesso, tornou-se comum que famílias dessem bolos à jovens que fossem prestar provas escolares e vestibulares, e o costume de consumir bolos Chongyang se espalhou pela China.